# The Diplomat
The Diplomat ist ein online erscheinendes internationales Nachrichtenmagazin, das politische, gesellschaftliche und kulturelle Themen der Asien-Pazifik-Region behandelt. Sitz der Redaktion ist Tokio.

## Geschichte
Das ursprünglich australische Magazin, das alle zwei Monate gedruckt wurde, war von Minh Bui Jones, David Llewellyn-Smith und Sung Lee im Jahre 2001 gegründet worden. Die erste Ausgabe erschien im April 2002.
James Pach erwarb die Zeitschrift im Dezember 2007 über seine Firma Trans-Asia, Inc. Wegen der anhaltenden Misserfolge der Druckausgabe wurde die Zeitschrift ab August 2009 nur noch online angeboten. Der Sitz der Redaktion wurde von Sydney nach Tokio verlegt. Shannon Tiezzi ist gegenwärtig (Juli 2018) Chefredakteur, Catherine Putz Managing Editor, Franz-Stefan Gady, Ankit Panda und Prashanth Parameswaran sind Senior Editors.
The Diplomat publizierte Interviews mit vielen prominenten Persönlichkeiten des öffentlichen Lebens wie Ali Allawi, Anwar Ibrahim, Ian Macfarlane, Brent Scowcroft, Mike Moore, Jason Yuan, Kim Beazley, Wegger Christian Strømmen, Shankar Prasad Sharma und Jaliya Wickramasuriya.

## Partnerschaften
The Diplomat ist unter anderem Partner des Thinktanks Center for Strategic and International Studies (CSIS), außerdem mit RealClearWorld, ENN Environmental News Network, the Foreign Policy Centre, The Interpreter, Danwei, ChinaHush, dem Institute for Defence Studies and Analyses, Global Radio News, dem International Affairs Forum, dem Atlantic Sentinel, den China Talking Points, War Is Boring, East–West Center, Foreword, and the Vivekananda International Foundation.

## Auszeichnungen
Im Dezember 2010 bewertete der Feedreader RealClearWorld (RCW) The Diplomat als eine der 5 wichtigsten Online-Nachrichtenplätze des Jahres 2010, ebenso 2011.